# 亚布力南站
亚布力南站，位于中华人民共和国黑龙江省哈尔滨市尚志市亚布力镇青山村，是苇亚铁路上的火车站，建于2007年，由中国铁路哈尔滨局集团管辖。
亚布力南站为2009年冬季世界大學生運動會的配套工程，距离亚布力滑雪旅游度假区只有1公里。为迎接2025年亚洲冬季运动会，车站在前一年进行了各项升级改造。

## 始发车次
2024年末时，亚布力南站日常仅往返于哈尔滨站的K5197/5198次列车开行。2025年亚冬会期间，哈尔滨进京直特Z203/204次一度延伸至此站。亚冬会闭幕后，暂无任何后续来往车次。

## 車站周邊
- 亚布力森林温泉酒店
- 亚布力旅游生态养殖庄园
- 亚布力雪山水上大世界
- 亚布力春雪居山庄
- 亚布力国际广电中心雪友天下精品酒店
- 亚布力元茂屯旅游度假村
- 亚布力云鼎宾馆
- 亚布力滑雪温泉度假别墅
- 亚布力熊猫馆
- 亚布力明朗别墅
- 亚布力滑雪旅游度假区
- 亚布力君悦度假酒店
- 亚布力温泉国际度假中心

## 歷史
- 建于2007年。
- 2024年10月27日完成苇亚铁路电气化改造工程热滑试验[5]。

## 外部連結
- 维基共享资源上的相關多媒體資源：亚布力南站